# Tábor ve Slezsku
Tábor ve Slezsku je opera (singspiel) o třech dějstvích skladatele Giacoma Meyerbeera na historický námět z doby sedmileté války. Byla složena k otevření nové budovy berlínské Královské opery 7. prosince 1844. Později ji skladatel dvakrát přepracoval, nejprve pro vídeňské Divadlo na Vídeňce jako Vielka (1847) a poté podstatněji pro pařížskou Opéra-Comique jako Hvězda severu (L'Étoile du Nord, 1854).

## Vznik díla
Meyerbeer zastával od roku 1842 u pruského dvora funkci hudebního ředitele. Když původní královské divadlo při požáru 18.-19. srpna 1843 vyhořelo a stavěla se nová budova, byl uměnímilovným králem Fridrichem Vilémem IV. vyzván k tomu, aby napsal slavnostní německou operu pro otevření nového divadla. Formální zadání bylo volné (opera měla mít alespoň dvě dějství a trvat alespoň dvě hodiny, ale bylo necháno na skladateli, zda má být komická nebo tragická). Důležitý byl patriotický a vojensky zaměřený námět, který Meyerbeer našel v jedné z historek o králi Fridrichovi Velikém. Králova známá záliba ve hře na flétnu byla důležitým výchozím muzikálním momentem. Samotná osoba krále se však nesměla na jevišti objevit. Od počátku Meyerbeer také vybral jako ústřední melodii svého díla známý Desavský pochod (Dessauer Marsch). Rozhodl se rovněž pro v zásadě komickou operu ve formě německého singspielu, tedy s mluvenými dialogy.
Problémem bylo libreto. Na přání krále jej měl napsat hudební kritik a Meyerbeerův odpůrce Ludwig Rellstab. Meyerbeer jeho schopnostem příliš nedůvěřoval. Nakonec uzavřeli tajnou dohodu, podle které libreto napíše Meyerbeerův "dvorní" libretista Eugène Scribe a Rellstab je přeloží do němčiny. Meyerbeer byl s prací obou prakticky spokojen. Libreto vzniklo v říjnu až prosinci 1843 a Meyerbeer skládal hudbu v lednu až srpnu následujícího roku, 14. října začaly zkoušky a 7. prosince 1844 se konala slavnostní premiéra.
Libreto obsahuje požadované množství oslavy vojenství a patriotismu, jejichž vrcholy jsou trojitý pochod na konci 2. dějství a finále 3. dějství, které svým mimodramatickým obsahem – šesti "snovými obrazy" představujícími sen o budoucí slávě Pruska – připomíná závěr Smetanovy Libuše. Vlastenecké nadšení však nebylo Meyerbeerovi blízké (většina jeho operních hrdinů jsou oběťmi spíše než aktéry masových hnutí). Ostatně roku 1851 odmítl kompozici nové vlastenecké opery z hohenzollernské historie (Adelheid von Italien) u příležitosti 150. výročí pruského království. Vedle vojenského prvku se však v postavě cikánky Vielky objevuje prvek ryze osobní a mystický. Třetím světem je svět normálních, civilních lidí: vysloužilce Saldorfa a jeho rodiny, kteří jsou hlavními protagonisty příběhu. V dramaturgickém těžišti díla ve druhém jednání (odehrávajícím se ve vojenském táboře) je ostatně píseň starého rolníka velebící mír.
Zatímco 1. a 3. dějství jsou psána ve stylu německého singspielu lortzingovského typu nebo opéry-comique Aubera nebo Flotowa, centrální akt má nejblíže k ostatním Meyerbeerovým dílům typu grand opera: obsahuje nejvíce hudebních scén, balet a řadu sborů.
Tábor ve Slezsku sklidil nesporný úspěch, který se ještě znásobil tehdy, když roli Vielky od čtvrté reprízy převzala původem švédská sopranistka Jenny Lind. Hrál se až do 17. října 1894 v celkovém počtu 65 představení, z nichž řada se konala ke slavnostním státním a dvorským příležitostem, pro něž Tábor zvláště hodil. Součástí galavečerů pořádaných pro členy hohenzollernské dynastie byl často samotný 2. akt. Nepronikl však na jiná jeviště, pro něž ani nebyl uzpůsoben, a Meyerbeer byl poněkud zklamán jeho přijetím. Situace v Berlíně, kde byl svazován svou funkcí a musel se ve svých divadelních představách podřizovat intendantovi, mu nevyhovovala, proto brzy požádal o dovolenou na neurčito a vrátil se do Paříže. Pro berlínské divadlo pak napsal již jen scénickou hudbu k dramatu Struensee svého předčasně zemřelého bratra Michaela Beera (premiéra 19. září 1846).

## Osoby a první obsazení
| osoba                                | hlasový obor | premiéra (25.9.1844) | vídeňská revize (Vielka) |
| ------------------------------------ | ------------ | -------------------- | ------------------------ |
| Saldorf, sedlák a vysloužilý voják   | baryton      | Louis Bötticher      | Joseph Staudigl          |
| Therese, jeho neteř                  | soprán       | Pauline Marx         | Bergauer                 |
| Conrad, jeho schovanec               | tenor        | Eduard Mantius       | Ditt                     |
| Vielka, cikánka                      | soprán       | Leopoldine Tuczek    | Jenny Lind               |
| Tronk (víd.rev.:Ferencz)             | baryton      | Heinrich Blume       | Radl                     |
| Granátník                            | bas          | August Zschiesche    |                          |
| Poddůstojník artilérie               | bas          | Julius Krause        |                          |
| Uherský kavalerista                  | tenor        | Heinrich             |                          |
| Zietenský husar                      | tenor        | Julius Pfister       |                          |
| Černý husar                          | bas          | August Mickler       |                          |
| Hnědý husar                          |              | Bethge               |                          |
| Steffen                              | tenor        | Carl Adam Bader      |                          |
| Vévoda                               |              |                      | Eduard Jerrmann          |
| Hrabě von Aubitz                     |              |                      | Starke                   |
| Poručík Buddenbrogh, adjutant vévody |              |                      | Biel                     |
| Xaver                                |              |                      | Nolte                    |
| Hartmann                             |              |                      | Verstl                   |
| Vojáci, husaři, pážata a služebníci  |              |                      |                          |
| Dirigent: Giacomo Meyerbeer          |              |                      |                          |

## Děj opery
Opera se odehrává za rakousko-pruských válek.

### 1. dějství
(Saldorfův statek) Na statku žijí bývalý voják Saldorf, jeho neteř Teresa, schovanec Conrad a cikánka Vielka, zamilovaná do Conrada. Vielka má rovněž věštecký dar zděděný po matce (melodram a árie Wunderbare Gestalten umschweben mir... Sterbend legt' sie aufs Haupt mir die Hand). Conrad je hráčem na flétnu a právě hodlá odejít, aby se svou hrou živil (árie Durch Feld und Au), a loučí se s Vielkou (duet Ach, in kleiner Hütte). Náhle v domě hledá útočiště pruský důstojník prchající před oddílem chorvatských pandurů. Saldorf v něm pozná krále. Pomohou mu uniknout pronásledovatelům tak, že jej přestrojí a vydávají za Conrada. Když pak dorazí pandurské vojsko, snaží se jej Saldorfova rodina zdržet nabídkou pohoštění a Vielka i hádáním z ruky a cikánskou písní. Nakonec jsou i nuceni vydávat Conrada za uprchlého krále. Naopak skutečný král, kterého chytnou pandurští zvědi, se prokáže jako "Conrad" svou zručnou hrou na flétnu.

### 2. dějství
(Pruský tábor) Tábor se připravuje na bitvu; probíhají různé scény z vojenského života (píseň husarů, píseň granátníků). Saldorf a Vielka se přicházejí ubezpečit, že král skutečně unikl. Saldorf zpívá nejprve o přednostech míru nad válkou (Den Waffen Ruhm - dem Frieden gröss're Ehre). Pak je ale chycen jako zvěd a málem by byl popraven, kdyby se neospravedlnil svým nelíčeným vlastenectvím - a kdyby nepřišla zpráva, že král se v bezpečí vrátil. Nyní je Saldorf oslavován jako hrdina. a plamennými výzvami dodává vojsku odvahu do nastávajícího boje (čtverosbor, vojenská píseň Von edler Rache Zorn entbrannt a finále s trojím pochodem včetně Desavského pochodu). Poté se dozvídáme, že Saldorfův syn Leopold byl (falešně) obžalovén ze zběhnutí a odsouzen k smrti.

### 3. dějství
(Královský palác) Saldorf, Teresa a Vielka přicházejí do paláce, kde Conrad získal za svůj podíl na králově záchraně příslib zvláštní audience a odměny. Z vedlejší místnosti je slyšet flétna; Vielka vyzve Conrada, aby se se svou flétnou připojil (duet Glück bedeuten diese Töne), předzpívává mu píseň a nakonec se koná podivuhodný koncert flétny na jevišti (v orchestru), flétny za scénou a Vielčiných koloratur a vokalíz (duet). Král pak slíbí Conradovi splnit každé přání a Vielka dostane vnuknutí, že má Conrad prosit o milost pro Leopolda. Král vyhoví a navíc Conrada zaměstná, a tak si může Leopold vzít Teresu a Conrad Vielku (tercet Teresy, Conrada a Vielky O welch ein Glück). Před odchodem z paláce má Vielka nové vidění (Der Mutergabe wunderbarer Strahl), ve kterém se jí zjevuje to, co se ve vedlejší místnosti zdá spícímu králi. Prorokuje budoucí slávu Pruska.
("Snové obrazy" - tanec, živé obrazy, sbory):
1. bitevní scéna, Fridrich Veliký na bílém oři
2. alegorie míru
3. interiér starého divadla. Fridrich Veliký naslouchá svému kapelníkovi Graunovi, který zpívá árii Mi parenti ze své kantáty Der Tod Jesu
4. dobrovolníci z roku 1813 se shromažďují před vratislavskou radnicí doprovázeni chorálem se zvony a zvuky Körnerovy a Weberovy písně Lützows wilde Jagd
5. Braniborská brána s Viktorií na kočáru, nejprve zahalenou, pak osvětlenou
6. staré divadlo v plamenech se mění na fasádu nového divadla; nad ním Apollon a Múzy, zatímco neviditelný sbor doprovází Borussiino proroctví o nové moci a slávě Pruska

## Vielka
Tábor ve Slezsku byl svým dějem velmi svázán s pruským prostředím a jeho libreto nebylo přitažlivé pro jiné scény. Meyerbeer jej zřejmě nezamýšlel bez dalšího mimo Berlín uplatnit, proto nebyla partitura ani vydána tiskem. Franz Pokorny, ředitel vídeňského Divadla na Vídeňce (Theater an der Wien), však Meyerbeera počátkem roku 1846 kontaktoval se zájmem uvést operu ve svém divadle. Meyerbeer svolil za podmínky, že hlavní roli opět stvoří Jenny Lind. Nutné však byly změny v libretu, kterými byl pověřen opět Ludwig Rellstab; v poslední fázi se na nich podílela rovněž básnířka Charlotte Birch-Pfeifferová.
Upravené libreto především odstraňovalo "pruské" zakotvení děje; vedle toho přihlíželo k námitkám hvězdy Jenny Lind, která se snažila zmírnit cikánské a "pohanské" rysy své postavy. Z (nepřítomného) krále Fridricha se stal blíže neurčený vévoda, který se objevuje i na jevišti. Zcela změněn byl třetí akt, včetně vyznění, které je - místo původního v podstatě komického - nyní romanticko-tragické: Vielka v něm umírá. Z hudebního hlediska Meyerbeer přidal dvě romance pro místní hvězdu Josepha Staudigla (Saldorf), balet ve druhém dějství a zejména nová čísla ve třetím dějství: ženský sbor (původně určený pro Hugenoty, ale nepoužitý), mezihru a nové finále s úvodním sborem, velkou árií umírající Vielky a andělským sborem. Odpadla přirozeně scéna se snem krále Fridricha, která ostatně ani v Berlíně nebyla hrána při každém představení. Přes mnoho cenné nové hudby narušovaly změny opery uměleckou vyváženost a dramatický účinek původní verze.
Nový obsah 3. dějství: (Zahrady zámku hraběte von Aubitze) Připravuje se pantomima, ve které mají sloužící a hosté hraběte hrát fauny, najády apod. Ke slavnosti přichází vévoda se svým pobočníkem a vydávají se za potulné flétnisty. Ferencz a Xaver je však poznají a hodlají připravit vévodu o život. Jejich úklady vyslechnou Vielka a Therese, které chtějí vévodu varovat. Vévodu ale poznal i Conrad, který k němu obě ženy nechce ze žárlivosti pustit (následuje scéna s flétnovým duetem). Saldorf prozradí Vielce, že je ve skutečnosti jejím otcem. (Grotto) Při hostině chce Xaver vévodu nejdříve otrávit, tomu však Vielka zabrání. Když pak Xaver na vévodu vystřelí, chrání jej Vielka vlastním tělem a je zastřelena. V tom okamžiku dochází zpráva, že Saldorfův syn (a Vielčin bratr) byl omilostněn a získal vojenské vavříny. Vielka umírá a má přitom vidění, ve kterém ji v nebi vítá její matka (árie Reichst mir den Sternenkranz).
Premiéra ve Vídni se konala 18. února 1847 a byla velmi úspěšná pro skladatele i představitelku hlavní role; Meyerbeer však hned zaznamenal, že nadšení bylo o stupeň nižší, než je třeba pro udržení na repertoáru. Opera se hrála 18× - naposledy 27. dubna 1848 - a nebyla již znovu uvedena ani převzata jinými divadly. Ani tentokrát nebyla vydána partitura ani řádný klavírní výtah, jen klavírní potpourri sestavené Antonem Diabellim. O sedm let později Meyerbeer Tábor ve Slezsku znovu a důkladněji přepracoval roku 1854 pro pařížské uvedení pod názvem Hvězda Severu, které děj z Pruska přeneslo pro změnu do Ruska a z Fridricha Velikého se stal car Petr Veliký. Teprve tato verze pak pronikla do evropského repertoáru.

## Nahrávky
Existuje jen jedna nahrávka Tábora ve Slezsku - živý záznam z berlínského koncertu:
- 1984, zpívají (Vielka:) Norma Sharp, (Therese:) Ruthild Engert-Ely, (Conrad:) Volker Horn, (Saldorf:) Jörn W. Wilsing, (Tronk:) Theodor Romer, (Husar:) Josef Hopferwieser, (Voják:) Josef Hopferwieser. Symphonie-Orchester Berlin, Berliner Konzertchor a Berliner Hymnentafel diriguje Fritz Weisse (House of Opera, 2 CD)